# Ellen Lundin
Ellen Lundin, född den 23 mars 2005, är en svensk innebandysspelare som spelar för Pixbo och svenska damlandslaget.
Ellen Lundin har med det svenska landslaget tagit ett silver i World Games år 2025. Hon har även tagit ett Champions Cup-guld och ett guld i svenska cupen.